# Ribes cucullatum
Ribes cucullatum es una especie de arbusto perenne endémico de la Patagonia Argentina y Chilena. Pertenece a la familia Grossulariaceae.

## Descripción

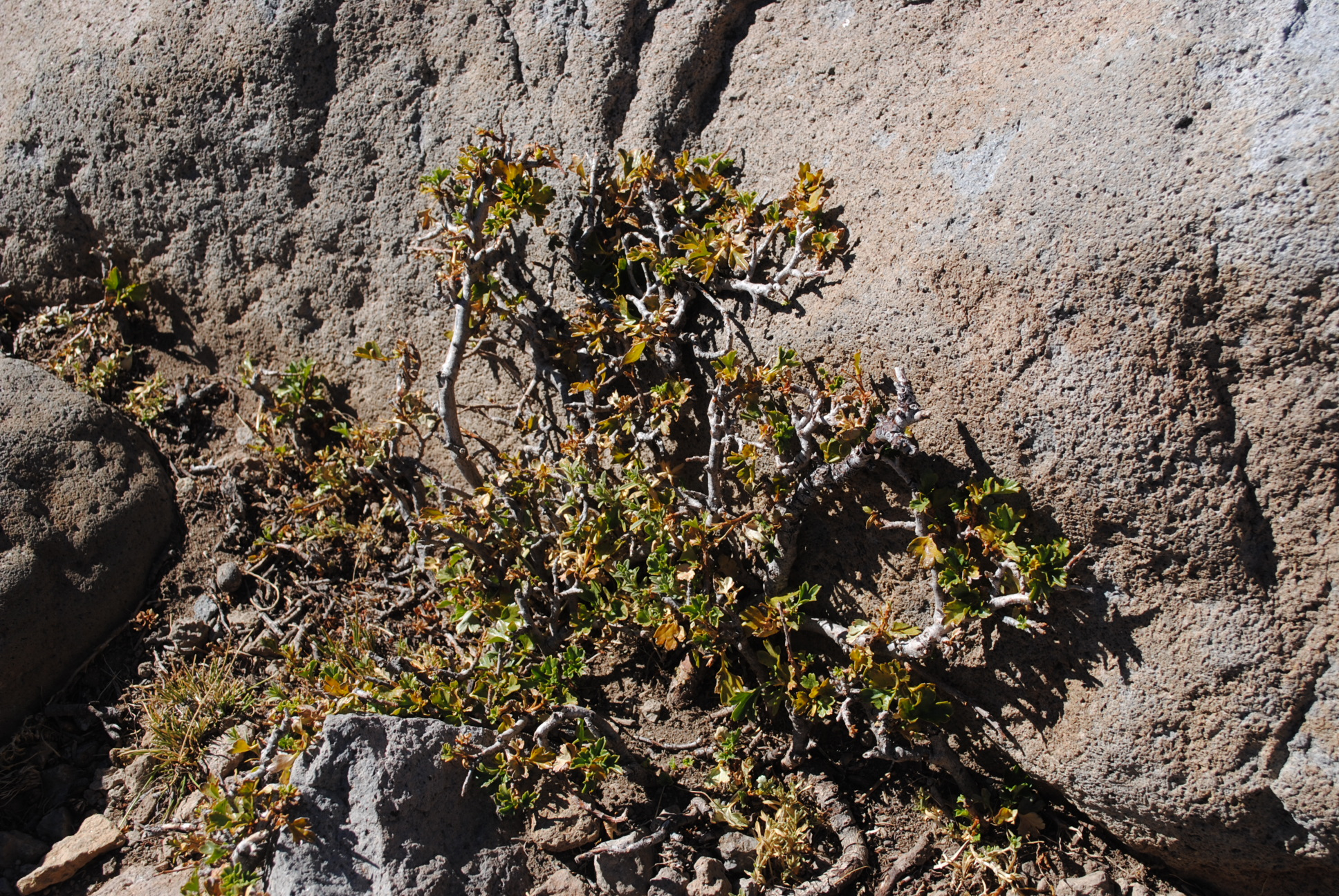
Fisionomía del arbusto.

Ribes cucullatum es un arbusto pequeño, de entre 20 y 30cm, que tiende a crecer postrado. Presenta gran cantidad de ramas alargadas. Las hojas son aserradas y pequeñas, de hasta 18mm, tri- o pentalobadas, con lóbulos profundos y sobrepuestos, y con pecíolos de 3-4mm. Sus flores son rojizas, en inflorescencias de 5 a 8 flores, con 5 pétalos muy pequeños, espatulados, 5 estambres del largo de los pétalos, y ovario enteramente fusionado con el receptáculo. El cáliz es campanulado y lobulado. Florece en verano y sus frutos son bayas negruzcas de 5-6mm.

## Distribución y hábitat
Especie de distribución andina, se encuentra en Argentina desde la provincia de Mendoza hasta Tierra del Fuego, y en Chile desde Valparaíso hasta la provincia de Magallanes. Crece en zonas húmedas, a orillas de cursos de agua, y hacia el sur puede encontrarse tanto en el sotobosque de Nothofagus, como en las laderas con suelos volcánicos.

## Taxonomía
Ribes cucullatum fue descripto en Hooker & Arnott en 1833.

### Etimología
El nombre genérico Ribes procede del árabe "rabas", nombre con el que se describe a un ruibarbo. Se cree que se le habría dado ese nombre por el sabor ácido del fruto y sus similares propiedades medicinales. El epíteto específico cucullatum significa "con forma de capucha" en latín y hace referencia a la forma de su cáliz.

### Sinonimia
- Ribes chubutense Gand. Bull. Soc. Bot. France 59: 709. 1912
- Ribes lacarense Phil. Anales Univ. Chile 85: 498. 1894
- Ribes nebularum Phil. Anales Univ. Chile 85: 498. 1894
- Ribes brachystachyum Phil. Anales Univ. Chile 41: 723. 1872
- Ribes montanum Phil. Linnaea 30(2): 210. 1859
- Ribes ovallei Phil. Linnaea 33: 83. 1864
- Ribes cucullatum andicola Bull. Herb. Boissier, sér. 2 2: 528. 1902

## Relación con el ser humano
Las bayas producidas en verano son frutos comestibles, frescos o a modo de dulces. 
Medicinalmente, los Onas bebían té de sus hojas y corteza para tratar el dolor de estómago. Esta característica medicinal es sustentada por la presencia de polifenoles que aumentan la función antioxidante de las células del epitelio gástrico.
También se ha estudiado el posible potencial protector de las proteínas para evitar procesos de glicación a altas temperaturas.

### Nombres comunes
Este arbusto también es conocido como Parrillita en Argentina y Zarzaparrilla o Parrilla de hoja chica en Chile.